# Thubœuf
Thubœuf település Franciaországban, Mayenne megyében. Lakosainak száma 270 fő (2022. január 1.). Thubœuf Lassay-les-Châteaux, Rennes-en-Grenouilles, Saint-Julien-du-Terroux, Sainte-Marie-du-Bois és Rives d'Andaine községekkel határos.

## Népesség
A település népessége az elmúlt években az alábbi módon változott:
| Lakosok száma | 345  | 252  | 230  | 276  | 297  | 295  | 289  | 280  | 274  | 270  |
|               | 1968 | 1982 | 1990 | 2006 | 2013 | 2015 | 2017 | 2019 | 2020 | 2022 |